# Gonomyia (Gonomyia) ericarum
Gonomyia (Gonomyia) ericarum is een tweevleugelige uit de familie steltmuggen (Limoniidae). De soort komt voor in het Afrotropisch gebied.